# Dalima apicata
Dalima apicata är en fjärilsart som beskrevs av Moore 1867. Dalima apicata ingår i släktet Dalima och familjen mätare. Inga underarter finns listade i Catalogue of Life.